# Guzmania andreettae
Guzmania andreettae är en gräsväxtart som beskrevs av Werner Rauh. Guzmania andreettae ingår i släktet Guzmania och familjen Bromeliaceae. Inga underarter finns listade i Catalogue of Life.